# لیون فیلیپس
لیون فیلیپس (انگلیسی: Lion Philips؛ ۲۹ اکتبر ۱۷۹۴ – ۲۸ دسامبر ۱۸۶۶) تاجر تنباکوی اهل هلند بود. او در شهر زالت‌بومل متولد شد و نه خواهر و برادر داشت و با سوفی پرسبورگ ازدواج کرد. لیون پدربزرگ جرارد و آنتون فیلیپس بود و با کارل مارکس رابطه نزدیکی داشت. او از حامیان مالی مارکس در زمان تبعید او در لندن بود.